# Marie-Hélène Amiable
Marie-Hélène Amiable, née le 14 mars 1960 à Paris (Seine), est une femme politique française, maire de Bagneux (Hauts-de-Seine) depuis 2004 et membre du Parti communiste français. Elle est également, entre 2007 et 2012, députée de la onzième circonscription des Hauts-de-Seine.

## Biographie

### Famille et formation
Marie-Hélène Simone Monique Amiable est née le 14 mars 1960 dans le 11e arrondissement de Paris. Elle est enseignante de formation, elle a occupé, avant son premier mandat de maire, un poste de professeure des écoles à l'école Henri-Wallon A de Bagneux.
Elle est mère d'un enfant.

### Fonctions électives

#### Maire
Depuis mars 1989, elle est conseillère municipale PCF de Bagneux, dans les Hauts-de-Seine, adjointe au maire de mars 1989 à mars 2001, puis maire depuis le 15 mai 2004 (réélue en 2008, 2014 et 2020).
La liste d'union de la gauche Bagneux pour tous, tous pour Bagneux qu'elle conduit aux municipales de 2020 remporte l'élection le 15 mars 2020, dès le premier tour, en obtenant 60,74 % des voix devant celle de Patrice Martin (UDI) qui obtient 20,75% des suffrages, de Fatima Kadouci (LREM) avec 10,29 % et de trois autres listes.
Elle prend, avec l'ensemble des maires communistes des Hauts-de-Seine, chaque année un arrêté anti-mise à la rue à la fin de la trêve hivernale pour les personnes en difficulté économique et sociale. La préfecture saisit généralement le tribunal administratif pour faire annuler ces décisions.

#### Députée
Lors de l'élection législative du 17 juin 2007, elle est élue députée de la onzième circonscription des Hauts-de-Seine, avec 58,58 % des voix face à Jean-Loup Metton (UDF-UMP). Sa suppléante est Catherine Margaté, conseillère générale du canton de Malakoff depuis 1994 et maire de Malakoff de septembre 1996 au 15 juin 2015 (démissionnaire).
Elle arrive en seconde place lors du premier tour des élections législatives de 2012, le 10 juin 2012, avec 29,20 % des voix (11 399 voix), derrière la candidate PS, Julie Sommaruga (29,93 %, 11 681 voix). En vertu des accords conclus entre les différentes formations de gauche, elle se désiste donc en faveur de cette dernière pour le second tour.

## Mandats et fonctions politiques

### Mandats nationaux
- 20 juin 2007 - 17 juin 2012 : députée de la onzième circonscription des Hauts-de-Seine.

### Mandats locaux

#### Conseil départemental
- 2 avril 2015 - 27 juin 2021 : élue avec Pierre Ouzoulias (Front de gauche), conseiller départemental du canton de Bagneux.

#### Conseil municipal
- 20 mars 1989 - 18 mars 2001 : adjointe au maire de Bagneux ;
- 19 mars 2001 - 21 octobre 2002 : conseillère municipale de Bagneux ;
- 22 octobre 2002 - 14 mai 2004 : adjointe au maire de Bagneux ;
- Depuis le 16 mai 2004 : maire de Bagneux.

#### Intercommunalités
- 1er janvier 2005 - 30 mars 2008 : vice-présidente de la Communauté d'agglomération Sud de Seine.
- 31 mars 2008 - 16 septembre 2009 : présidente de la communauté d'agglomération Sud de Seine.
- 17 septembre 2009 - avril 2014 : vice-présidente de la communauté d'agglomération Sud de Seine.
- avril 2014 à décembre 2015 : présidente de la communauté d'agglomération Sud de Seine.
- depuis janvier 2016 : 2e vice-présidente de l'établissement public territorial Vallée Sud Grand Paris.
- 2017-2020 : membre du bureau de l'Association des maires de France, vice-présidente de l'établissement public territorial Vallée Sud Grand Paris, conseillère de la métropole du Grand Paris, rapporteur de la commission des affaires sociales de l'Association des maires de France.

## Distinctions
Marie-Hélène Amiable est nommée chevalier de l'ordre national du Mérite le 14 mai 2013 au titre de « ancien député des Hauts-de-Seine, maire de Bagneux ; 29 ans de services » puis chevalier de l'ordre national de la Légion d'honneur le 14 avril 2017 au titre de « conseillère départementale des Hauts-de-Seine, maire de Bagneux ; 36 ans de services ».